# Antoni Nieroba
Antoni Nieroba (17. ledna 1939, Chořov – 24. června 2021, Chořov) byl polský fotbalista, obránce. Po skončení aktivní kariéry působil jako trenér.

## Fotbalová kariéra
Hrál v polské nejvyšší soutěži za Ruch Chorzów, nastoupil ve 347 ligových utkáních a dal 20 gólů. S týmem získal v letech 1960 a 1968 mistrovský titul. Ve Veletržením poháru nastoupil v 6 utkáních. Dále hrál ve francouzské Ligue 2 za tým LB Châteauroux. Za reprezentaci Polska nastoupil v letech 1959-1967 v 17 utkáních.

## Ligová bilance
| Ročník              | Zápasy | Góly | Klub           |
| ------------------- | ------ | ---- | -------------- |
| Ekstraklasa 1956    | -      | -    | Ruch Chorzów   |
| Ekstraklasa 1957    | -      | -    | Ruch Chorzów   |
| Ekstraklasa 1958    | -      | -    | Ruch Chorzów   |
| Ekstraklasa 1959    | -      | -    | Ruch Chorzów   |
| Ekstraklasa 1960    | 21     | 5    | Ruch Chorzów   |
| Ekstraklasa 1961    | -      | -    | Ruch Chorzów   |
| Ekstraklasa 1962    | -      | -    | Ruch Chorzów   |
| Ekstraklasa 1962/63 | -      | -    | Ruch Chorzów   |
| Ekstraklasa 1963/64 | -      | -    | Ruch Chorzów   |
| Ekstraklasa 1964/65 | -      | -    | Ruch Chorzów   |
| Ekstraklasa 1965/66 | 17     | 2    | Ruch Chorzów   |
| Ekstraklasa 1966/67 | 24     | 0    | Ruch Chorzów   |
| Ekstraklasa 1967/68 | 24     | 0    | Ruch Chorzów   |
| Ekstraklasa 1968/69 | 24     | 0    | Ruch Chorzów   |
| Ekstraklasa 1969/70 | 25     | 0    | Ruch Chorzów   |
| Ekstraklasa 1970/71 | 22     | 0    | Ruch Chorzów   |
| Ekstraklasa 1971/72 | 23     | 0    | Ruch Chorzów   |
| Ligue 2 1972/73     | 30     | 1    | LB Châteauroux |
| Ligue 2 1973/74     | 26     | 1    | LB Châteauroux |
| CELKEM Ekstraklasa  | 347    | 20   |                |
| CELKEM Ligue 2      | 56     | 2    |                |